# Titres/SF
Titres/SF est une collection de science-fiction des éditions Jean-Claude Lattès. Dirigée par Marianne Leconte, elle comporte 70 ouvrages parus entre 1979 et 1983. Elle a remplacé la collection Science-fiction qui de 1972 à 1978 avait publié dix-sept volumes.
Cette collection a publié quelques ouvrages inédits en français et a publié de nombreuses rééditions. Elle a privilégé la qualité plutôt que de grosses ventes. Cependant, elle semble avoir eu de la difficulté à trouver de nouveaux titres vers la fin de son existence et la série Conan en a résulté.
La conception graphique de la collection a été faite par Keleck et toutes les illustrations de couvertures sont de Keleck ou Jean-Michel Nicollet.
| N° | Titre                                                            | Auteur                                                     | Année                          | Lien externe                  |
| -- | ---------------------------------------------------------------- | ---------------------------------------------------------- | ------------------------------ | ----------------------------- |
| 1  | Les Chiens                                                       | André Ruellan                                              | 1979                           | « Voir » sur le site NooSFere |
| 2  | Comme une bête                                                   | Philip José Farmer                                         | 1979                           | « Voir » sur le site NooSFere |
| 3  | Le Bal des schizos                                               | Philip K. Dick                                             | 1979                           | « Voir » sur le site NooSFere |
| 4  | Le Chaos final                                                   | Norman Spinrad                                             | 1979                           | « Voir » sur le site NooSFere |
| 5  | Le Joyau noir (La Légende de Hawkmoon vol. 1)                    | Michael Moorcock                                           | 1979                           | « Voir » sur le site NooSFere |
| 6  | Les Culbuteurs de l'enfer (Route 666)                            | Roger Zelazny                                              | 1979                           | « Voir » sur le site NooSFere |
| 7  | Gare à la bête                                                   | Philip José Farmer                                         | 1979                           | « Voir » sur le site NooSFere |
| 8  | Et l'homme créa un dieu                                          | Frank Herbert                                              | 1979                           | « Voir » sur le site NooSFere |
| 9  | Le Dieu fou (La Légende de Hawkmoon vol. 2)                      | Michael Moorcock                                           | 1979                           | « Voir » sur le site NooSFere |
| 10 | Le Privé du cosmos                                               | Kilgore Trout (Pseudo alternatif pour Philip José Farmer ) | 1979                           | « Voir » sur le site NooSFere |
| 11 | Les Pionniers du chaos                                           | Norman Spinrad                                             | 1979                           | « Voir » sur le site NooSFere |
| 12 | La Jungle nue                                                    | Philip José Farmer                                         | 1979                           | « Voir » sur le site NooSFere |
| 13 | Orgasmachine                                                     | Ian Watson                                                 | 1979                           | « Voir » sur le site NooSFere |
| 14 | L'Épée de l'aurore (La Légende de Hawkmoon vol. 3)               | Michael Moorcock                                           | 1979                           | « Voir » sur le site NooSFere |
| 15 | Les androïdes rêvent-ils de moutons électriques ? (Blade runner) | Philip K. Dick                                             | 1979                           | « Voir » sur le site NooSFere |
| 16 | La Barrière Santaroga                                            | Frank Herbert                                              | 1979                           | « Voir » sur le site NooSFere |
| 17 | Une bourrée pastorale                                            | Philip José Farmer                                         | 1980                           | « Voir » sur le site NooSFere |
| 18 | Conan                                                            | Robert E. Howard                                           | 1980                           | « Voir » sur le site NooSFere |
| 19 | Vice Versa                                                       | Samuel R. Delany                                           | 1980                           | « Voir » sur le site NooSFere |
| 20 | Loué soit l'exil                                                 | Vonda N. McIntyre                                          | 1980                           | « Voir » sur le site NooSFere |
| 21 | Service d'ordre                                                  | Barry N. Malzberg                                          | 1980                           | « Voir » sur le site NooSFere |
| 22 | Le Secret des runes (La Légende de Hawkmoon vol. 4)              | Michael Moorcock                                           | 1980                           | « Voir » sur le site NooSFere |
| 23 | Conan l'Aventurier                                               | Robert E. Howard                                           | 1980                           | « Voir » sur le site NooSFere |
| 24 | La Fête de St Dionysos                                           | Robert Silverberg                                          | 1980                           | « Voir » sur le site NooSFere |
| 25 | Clone                                                            | Richard Cowper                                             | 1980                           | « Voir » sur le site NooSFere |
| 26 | Vénus plus X                                                     | Theodore Sturgeon                                          | 1980                           | « Voir » sur le site NooSFere |
| 27 | Les Sables de Falun                                              | Philippe Curval                                            | 1980                           | « Voir » sur le site NooSFere |
| 28 | Chacun son tour                                                  | Philip José Farmer                                         | 1980                           | « Voir » sur le site NooSFere |
| 29 | Les Proscrits de la barrière paradis                             | Joan D. Vinge                                              | 1980                           | « Voir » sur le site NooSFere |
| 30 | Altiplano                                                        | Marc Bourgeois                                             | 1980                           | « Voir » sur le site NooSFere |
| 31 | Les Fabricants d'Éden                                            | Frank Herbert                                              | 1980                           | « Voir » sur le site NooSFere |
| 32 | La Défonce Glogauer                                              | Michael Moorcock                                           | 1980                           | « Voir » sur le site NooSFere |
| 33 | Conan le Conquérant                                              | Robert E. Howard                                           | 1980                           | « Voir » sur le site NooSFere |
| 34 | Le Tigre africain                                                | Philip José Farmer                                         | 1980                           | « Voir » sur le site NooSFere |
| 35 | Le Programme final (Les Aventures de Jerry Cornelius vol. 1)     | Michael Moorcock                                           | 1981                           | « Voir » sur le site NooSFere |
| 36 | Amour impair et manque                                           | Theodore Sturgeon                                          | 1981                           | « Voir » sur le site NooSFere |
| 37 | Le Salon des horreurs                                            | J. G. Ballard                                              | 1981                           | « Voir » sur le site NooSFere |
| 38 | Un martien nommé Jésus                                           | Philip José Farmer                                         | 1981                           | « Voir » sur le site NooSFere |
| 39 | L'Œil du peintre                                                 | Elizabeth A. Lynn                                          | 1981                           | « Voir » sur le site NooSFere |
| 40 | Conan le Guerrier                                                | Robert E. Howard                                           | 1981                           | « Voir » sur le site NooSFere |
| 41 | L'Archipel du Rêve                                               | Christopher Priest                                         | 1981                           | « Voir » sur le site NooSFere |
| 42 | Tous vers l'extase                                               | Philippe Curval                                            | 1981                           | « Voir » sur le site NooSFere |
| 43 | Le Vaisseau Flamme                                               | Joan D. Vinge                                              | 1981                           | « Voir » sur le site NooSFere |
| 44 | Chronomachine lente                                              | Ian Watson                                                 | 1981                           | « Voir » sur le site NooSFere |
| 45 | Hurleville                                                       | Michel Calonne                                             | 1981                           | « Voir » sur le site NooSFere |
| 46 | La Tour de guet                                                  | Elizabeth A. Lynn                                          | 1981                           | « Voir » sur le site NooSFere |
| 47 | L'Assassin anglais (Les Aventures de Jerry Cornelius vol. 2)     | Michael Moorcock                                           | 1981                           | « Voir » sur le site NooSFere |
| 48 | Ratinox (Le Rat en acier inox)                                   | Harry Harrison                                             | 1981                           | « Voir » sur le site NooSFere |
| 49 | Des souris et des robots                                         | Clifford D. Simak                                          | 1981                           | « Voir » sur le site NooSFere |
| 50 | Les Danseurs d'Arun                                              | Elizabeth A. Lynn                                          | 1981                           | « Voir » sur le site NooSFere |
| 51 | L'Étreinte de Vénus                                              | Edmund Cooper                                              | 1982                           | « Voir » sur le site NooSFere |
| 52 | Les Contes de Neverÿon                                           | Samuel R. Delany                                           | 1982                           | « Voir » sur le site NooSFere |
| 53 | Vautours                                                         | Marc Bourgeois                                             | 1982                           | « Voir » sur le site NooSFere |
| 54 | Conan le Cimmérien                                               | Robert E. Howard                                           | mars 1982 réédition avril 1983 | « Voir » sur le site NooSFere |
| 55 | La Balade de City                                                | John Shirley                                               | avril 1982                     | « Voir » sur le site NooSFere |
| 56 | Conan le Vagabond                                                | Robert E. Howard                                           | mars 1982                      | « Voir » sur le site NooSFere |
| 57 | La Fille du Nord tome 1                                          | Elizabeth A. Lynn                                          | septembre 1982                 | « Voir » sur le site NooSFere |
| 58 | La Fille du Nord tome 2                                          | Elizabeth A. Lynn                                          | septembre 1982                 | « Voir » sur le site NooSFere |
| 59 | Ratinox se venge (Le Rat en acier inox se venge)                 | Harry Harrison                                             | octobre 1982                   | « Voir » sur le site NooSFere |
| 60 | Traque-la-mort                                                   | Serge Brussolo                                             | octobre 1982                   | « Voir » sur le site NooSFere |
| 61 | Conan le Flibustier                                              | Robert E. Howard                                           | juin 1982                      | « Voir » sur le site NooSFere |
| 62 | Conan l'Usurpateur                                               | Robert E. Howard                                           | juin 1982                      | « Voir » sur le site NooSFere |
| 63 | Conan le Vengeur                                                 | Lyon Sprague de Camp , Lin Carter et Bjorn Nyberg          | mars 1983                      | « Voir » sur le site NooSFere |
| 64 | Conan l'Aquilonien                                               | Lyon Sprague de Camp et Lin Carter                         | mars 1983                      | « Voir » sur le site NooSFere |
| 65 | Conan l'Explorateur                                              | Lyon Sprague de Camp et Lin Carter                         | avril 1983                     | « Voir » sur le site NooSFere |
| 66 | Conan le Boucanier                                               | Lyon Sprague de Camp et Lin Carter                         | avril 1983                     | « Voir » sur le site NooSFere |
| 67 | Conan le Brigand                                                 | Andrew J. Offutt                                           | septembre 1983                 | « Voir » sur le site NooSFere |
| 68 | Conan le Justicier                                               | Lyon Sprague de Camp                                       | septembre 1983                 | « Voir » sur le site NooSFere |
| 69 | Conan le Sabreur                                                 | Lyon Sprague de Camp et Lin Carter                         | octobre 1983                   | « Voir » sur le site NooSFere |
| 70 | Conan le Libérateur                                              | Lyon Sprague de Camp et Lin Carter                         | octobre 1983                   | « Voir » sur le site NooSFere |